# Кавалье, Жан
Жа́н Кавалье́ (фр. Jean Cavalier; 28 ноября 1681 — 17 мая 1740) — борец за свободу кальвинистской веры, главный предводитель армии камизаров в Севеннской войне 1700-х годов, первый и последний герцог Севеннский.

## Биография
Жан Кавалье был сыном малограмотного лангедокского крестьянина-гугенота Антуана Кавалье и уроженцем деревни Рибот. Когда Жану было 4 года, Людовик XIV отменил милостивый Нантский эдикт своего деда Генриха IV Бурбона. Впрочем, ещё до этого «король-солнце» открыл планомерную кампанию по унижению и (в перспективе) уничтожению гугенотов. Вошли в пословицу разбойные «драгонады» (dragonnades) 1660-х годов, ставшие бичом Севеннских предгорий… Семья Кавалье переселилась из Рибота в Сент-Андеоль (близ города Манд). Антуана Кавалье насилием и угрозами вынудили вместе со всей семьёй перейти в католическую веру. Однако мать Жана — Элизабет Гранье — будучи дочерью пастора, сохранила верность кальвинизму, и воспитала своего сына твёрдым гугенотом. Она же дала ему начатки светской образованности…
В 1701 году Жан эмигрировал в Женевскую республику, но вернулся на родину уже в следующем 1702 году, когда вспыхнуло гугенотское восстание в Севеннах, спровоцированное кровавыми делами Мандского католического архиепископа и инспектора Севеннских миссий Франсуа дю Шела де Ланглана (François de Langlade du Chayla). Полевые командиры Лапорт и Эспри Сегье атаковали архиепископскую резиденцию и освободили шестерых узников-гугенотов (подвергавшихся по приказу дю Шела нечеловеческим пыткам); изувер был умерщвлён. Масса севеннских крестьян под впечатлением этого события поднялась с лозунгом: «никаких налогов, свобода совести». Стихийно возникавшие партизанские отряды громили королевских драгун и освобождали несчастных узников. Восставших нарекли камизарами (рубашечниками) от лангедокского слова «camiso» — «крестьянская рубашка», поскольку они во время ночных боёв одевали белые рубашки поверх доспехов. В скором времени во главе Гугенотской армии встал талантливый самородок Кавалье.

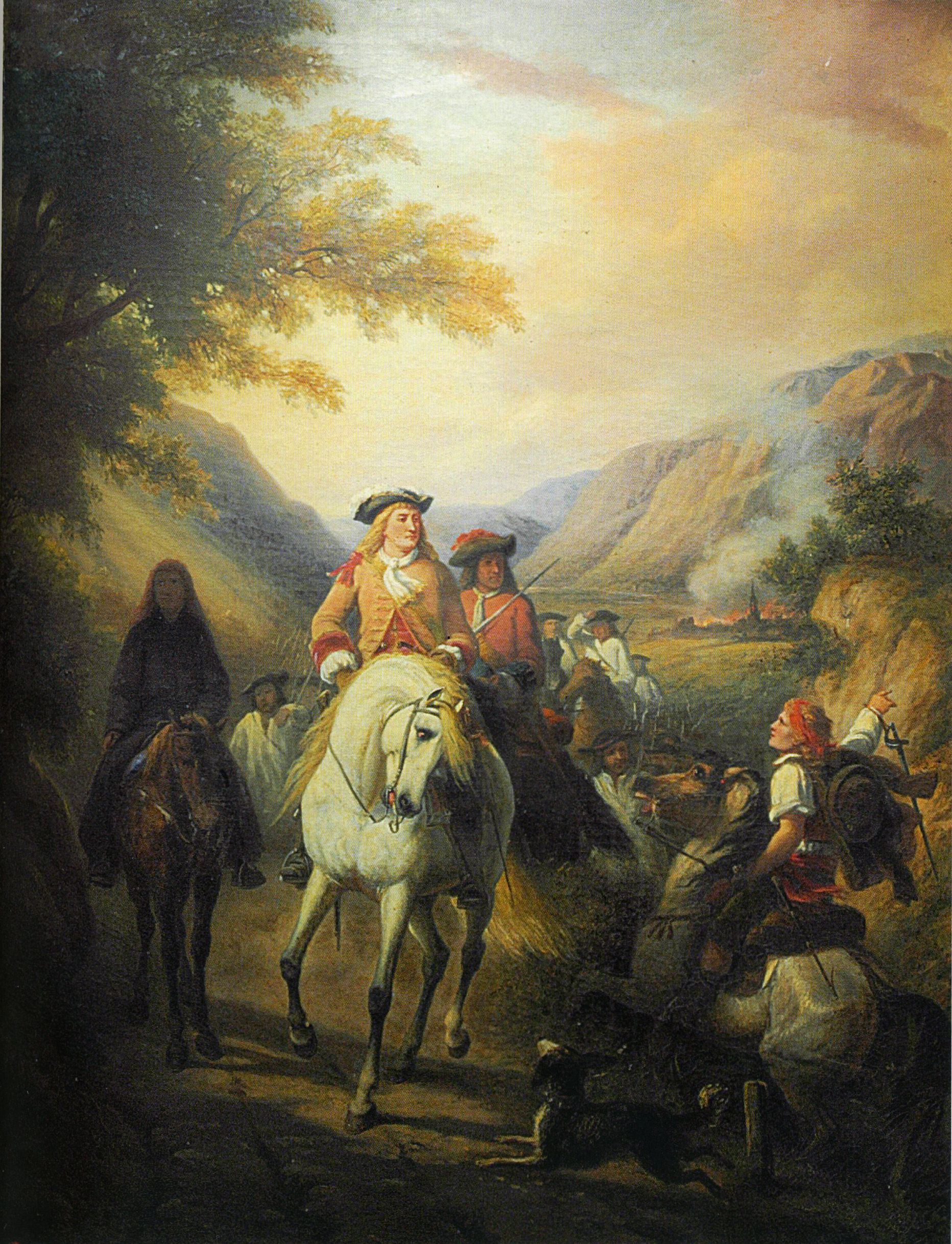
«Жан Кавалье, 1-й герцог Севеннский» — картина художника-гугенота Пьера-Антуана Лабушера, 1 января 1864 г.

Кавалье добился высокой дисциплины в партизанских отрядах и одержал ряд славных побед. 15 апреля 1704 года благодарный народ провозгласил крестьянского сына Кавалье — герцогом Севеннским. В тот день Кавалье торжественно вступил в город Каверак (расположенный невдалеке от Нима). Он въехал верхом на породистом трофейном коне, под сенью боевых знамён, впереди скакали десять гвардейцев в красных мундирах. Так на карте Европы возникла — не на долгое время — ещё одна суверенная держава, участница Войны за Испанское наследство. Боевые действия шли с переменным успехом, не давая решительного перевеса ни одной из сторон. Правительство сменило на юге ряд губернаторов и главнокомандующих. Между тем, королевские войска совершали ужасные жестокости в отношении мирного населения. С одобрения папы Климента XI, который издал буллу об отлучении камизаров, солдаты короля разрушили более 450 деревень, иногда убивая всех подряд. Был случай сожжения в одном сарае 300 гугенотов.
Но жестокие меры мало помогали королю и его клевретам. В 1704 году маршал Клод Виллар (Villars) вступил в переговоры с Кавалье, обещав ему пойти на уступки. Переговоры велись в нервной и напряжённой обстановке взаимного недоверия. Но, в итоге, убедившись в невозможности получить реальную помощь со стороны Нидерландов или Англии (союзников по Анти-Бурбонской коалиции), — герцог Севеннский счёл за лучшее сложить оружие на условиях признания веротерпимости. Прежде, чем принять окончательное решение, Кавалье посетил полевых командиров Алэ (Alais) и Рибо (Ribaute), безуспешно уговаривая их принять Вилларовы условия. За экс-герцогом последовала лишь незначительная часть его людей. 21 июня 1704 года Кавалье со 130-ю камизарами явился в Ним, где и вступил в королевскую службу. Людовик XIV пожаловал ему чин полковника и разрешил сформировать из бывших камизаров особый полк. Вскоре этот полк был направлен походным порядком из Нима в эльзасский город Ней-Брисак (Neu-Brisach). Оттуда через Дижон полковник Кавалье проследовал в Париж, где получил аудиенцию у Людовика. Надменность монарха неприятно поразила экс-герцога. 
Лицемерие и подозрительность королевского правительства постепенно проявились в полной мере. На полковника Кавалье оказывали моральное давление к переходу в католическую веру. Между тем, отряды непокорённых камизаров огрызались, отступали и гибли — основанное Жаном Кавалье Севеннское герцогство исчезло с лица земли. Экс-герцог Кавалье пожалел о своей капитуляции. Из Дижона, с горсткой приверженцев, Жан Кавалье совершил марш-бросок в княжество Монбельяр (Montbéliard), а затем — в Лозанну. Кавалье предложил свою шпагу герцогу Савойскому — и вскоре камизары особого полка схлестнулись с королевскими войсками в области Валь-д'Аоста (Val d’Aosta). Когда же савояры заключили мир с Францией, — Кавалье направился в Англию. Англичане приняли его на службу, подтвердив за ним чин полковника. В мае 1705 года он на Испанском ТВД командовал полком, укомплектованным эмигрантами-камизарами и в 1707 году отличился с ним в кровопролитном сражении при Альмансе (завершившемся поражением английского оружия).
По окончании Войны за Испанское наследство, Кавалье уехал в Англию, где женился на дочери капитана де Понтье (de Ponthieu), беженца-гугенота, осевшего в Портарлингтоне. Позднее он уехал в Дублин. Там он написал подробные «Мемуары о боях в Севеннах, под командованием полковника Кавалье». Джон Картере (John Carteret) перевёл французскую рукопись на английский, и в 1726 году книга вышла под заглавием «Memoirs of the Wars of the Cévennes under Col. Cavalier». 25 мая 1738 года Кавалье был назначен вице-губернатором острова Джерси в Островной Нормандии. 2 июля 1739 года Кавалье стал генерал-майором английской службы, а 26 августа 1739 года — губернатором Джерси. Скончался экс-герцог 17 мая 1740 года в городе Челси. Похоронили его вначале в лондонском Ист-энде, а затем останки были перезахоронены на Гугенотском кладбище Дублина.